# Rivolta di Filippo
La rivolta di Filippo fu una sollevazione armata condotta da un certo Filippo, impostosi come "pretendente" al trono del Regno di Macedonia. Si svolse fra il 143 e il 142 a.C., pochi anni dopo la creazione della provincia di Macedonia: in quegli anni era governata dal propretore Aulo Licinio Nerva, e Filippo riuscì a radunare una forza di circa 16 000 armati. Nerva inviò contro il questore Lucio Tremellio Scrofa, che con l'esercito li sconfisse sedando ogni minaccia, e infine Filippo venne catturato e giustiziato. Questa fu l'ultima documentata insurrezione verso il dominio romano nel territorio macedone.

### Fonti antiche
- (LA) Tito Livio, Ab Urbe condita libri CXLII, tra il 27 a.C. e il 14.
- (LA) Flavio Eutropio, Breviarium historiae romanae, 369.